# Emily Carey
Emily Joanna Carey (Barnet, 30 april 2003) is een Brits acteur en model.

## Biografie
Emily Carey was te zien in de musical The Sound of Music als Marta von Trapp in het Regents Park Openair Theatre in Londen in 2013, geregisseerd door Rachel Kavanaugh, en in Shrek - The Musical in het Theatre Royal, Drury Lane, geregisseerd door Nigel Harman. Van 2014 tot 2021 vertolkte Carey de rol van Grace Beauchamp in de Britse ziekenhuistelevisieserie Casualty. In 2016 speelde Carey de rol van Mary Conan Doyle in de FOX/ITV-serie Houdini & Doyle.
In 2017 verscheen Carey in flashbacks in de stripverfilming Wonder Woman met Gal Gadot als de twaalfjarige Diana. Het jaar daarop vertolkte Carey de jonge Lara Croft in de actiefilm Tomb Raider met Alicia Vikander. In 2020 speelde Carey de rol van Mika Cavanaugh in de mysterieserie Get Even. In de Netflix-film Anastasia: Once Upon a Time vertolkte Carey datzelfde jaar de titelrol van Anastasia Romanova.
In de animatiefilm Where Is Anne Frank van Ari Folman, Carey in juli 2021 in première ging op het 74e Internationale Filmfestival van Cannes, verzorgde Carey de stem van Anne Frank in de Engelstalige versie. De acteur deed ook de nasynchronisatie van het personage van Mila Starr in van Monster Family 2 (2021). In juli 2021 werd aangekondigd dat Carey de rol van de jonge Alicent Hightower zou spelen in House of the Dragon, een prequelserie op Game of Thrones, terwijl Carey rol op oudere leeftijd zou worden vertolkt door Olivia Cooke. In The Lost Girls (2022) van en met Livia De Paolis, gebaseerd op het gelijknamige boek van Laurie Fox, speelde Carey de rol van de jonge Wendy Darling.